# Indische naaktzoolrenmuis
De Indische naaktzoolrenmuis (Tatera indica)  is een zoogdier uit de familie van de Muridae. De wetenschappelijke naam van de soort werd voor het eerst geldig gepubliceerd door Hardwicke in 1807.

## Voorkomen
De soort komt voor in Afghanistan, India, Iran, Irak, Koeweit, Nepal, Pakistan, Sri Lanka, Syrië en Turkije.